# 菲勒特彩绘

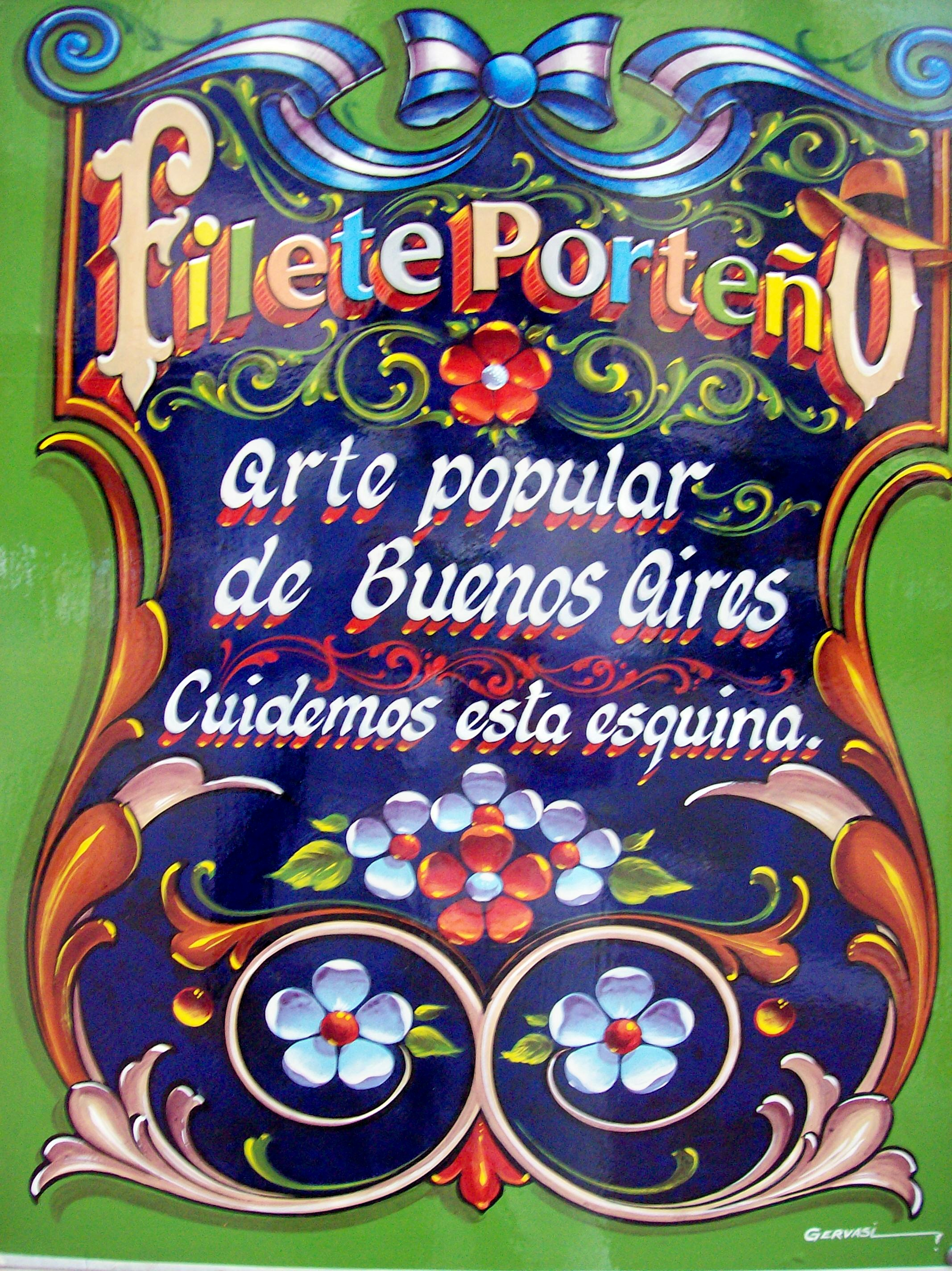

菲勒特彩绘是一种艺术书画风格，喜欢使用艺术化的线条和花朵，攀爬的植物。常见于阿根廷的布宜诺斯艾利斯。用于装饰各种物件，标记，出租车，卡车甚至是老式大巴车。

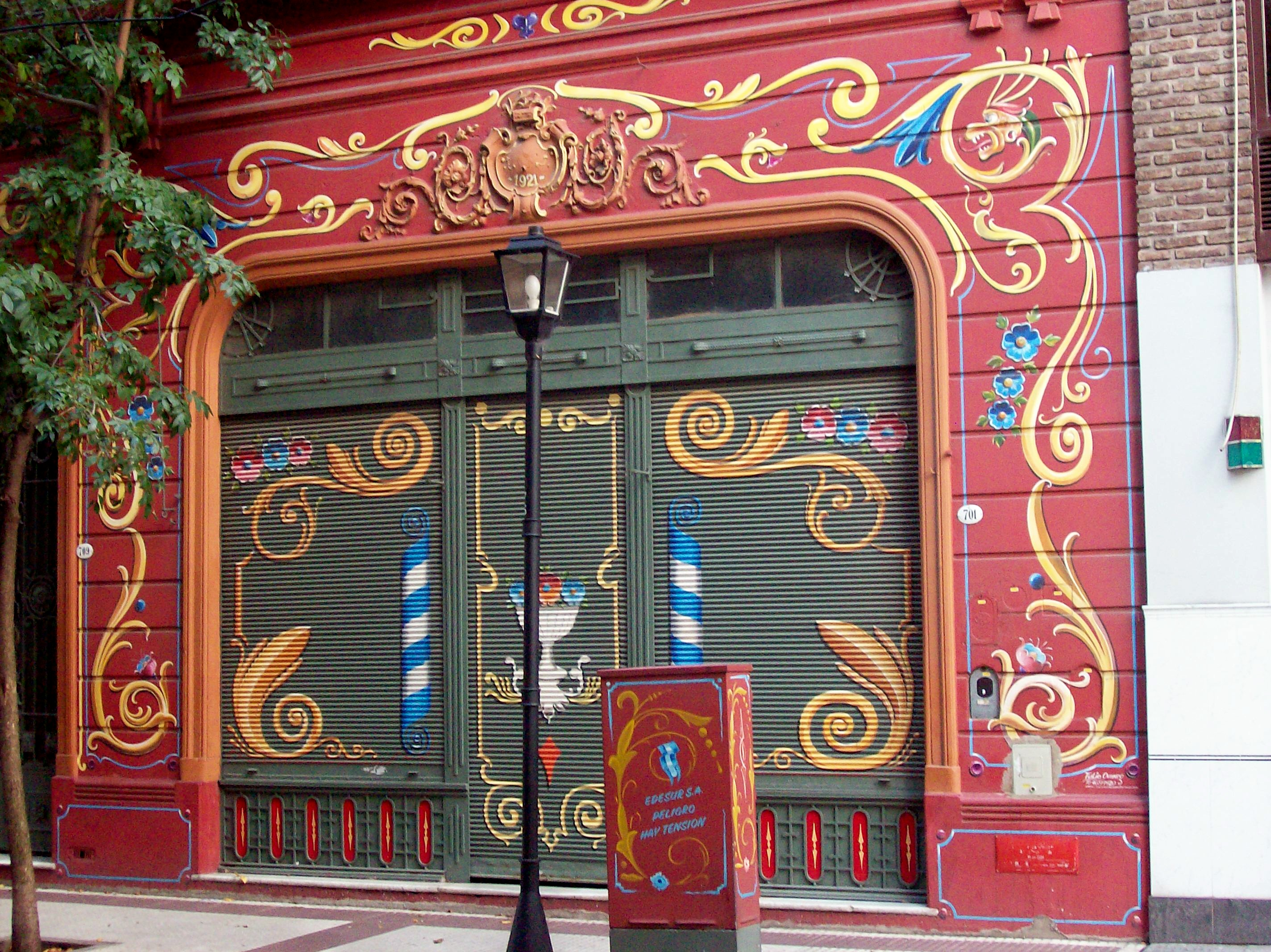
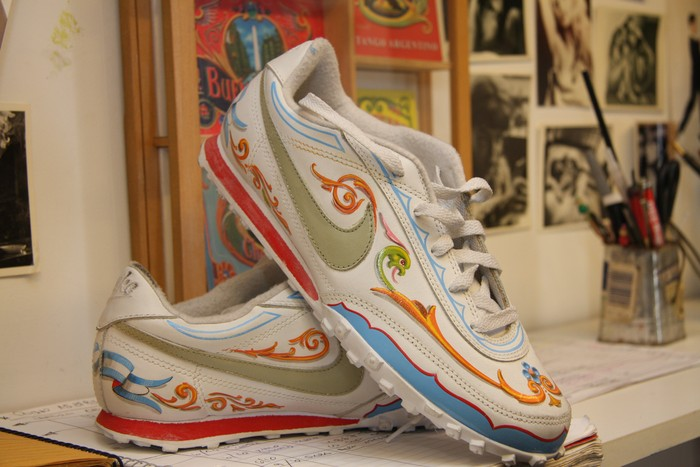
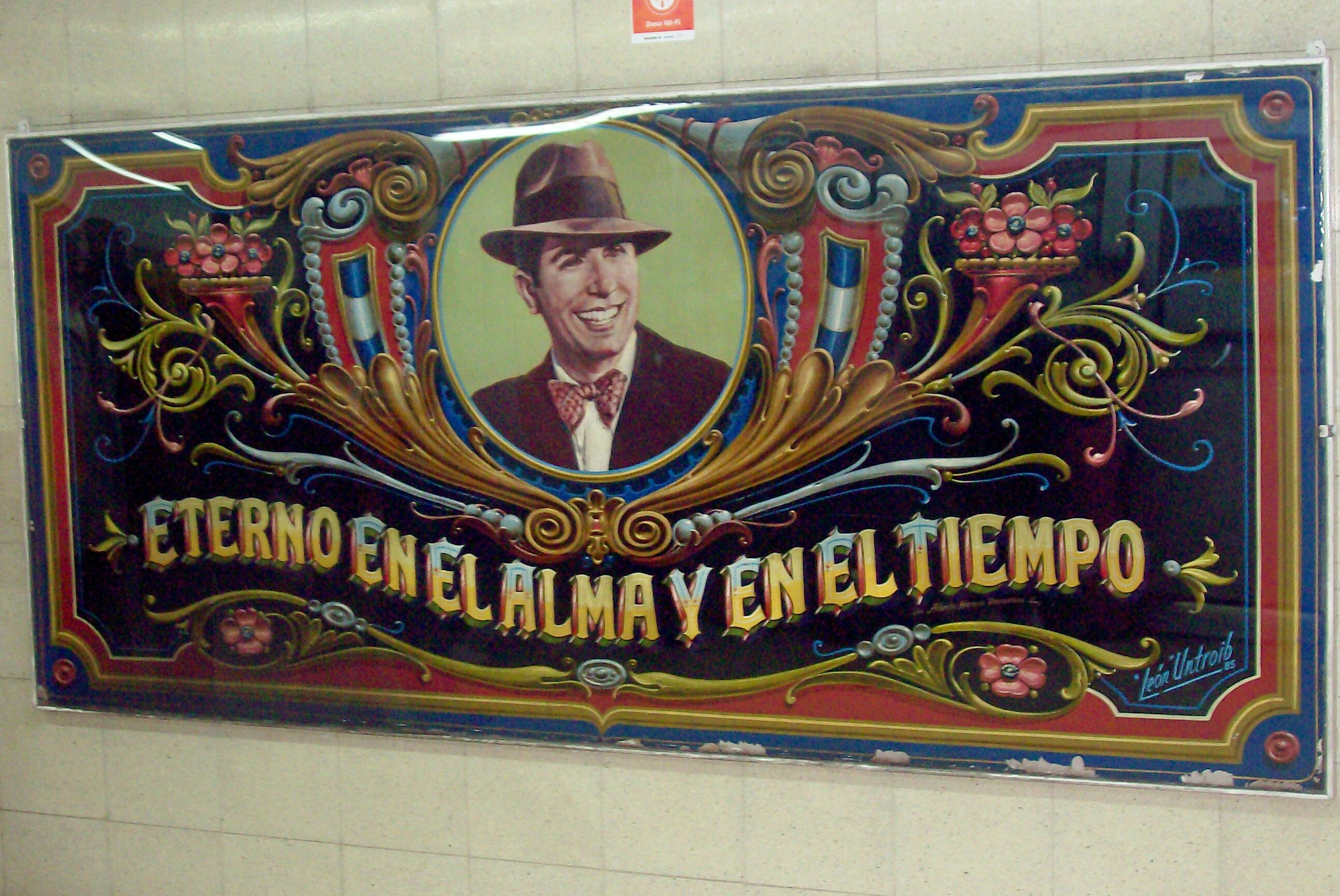
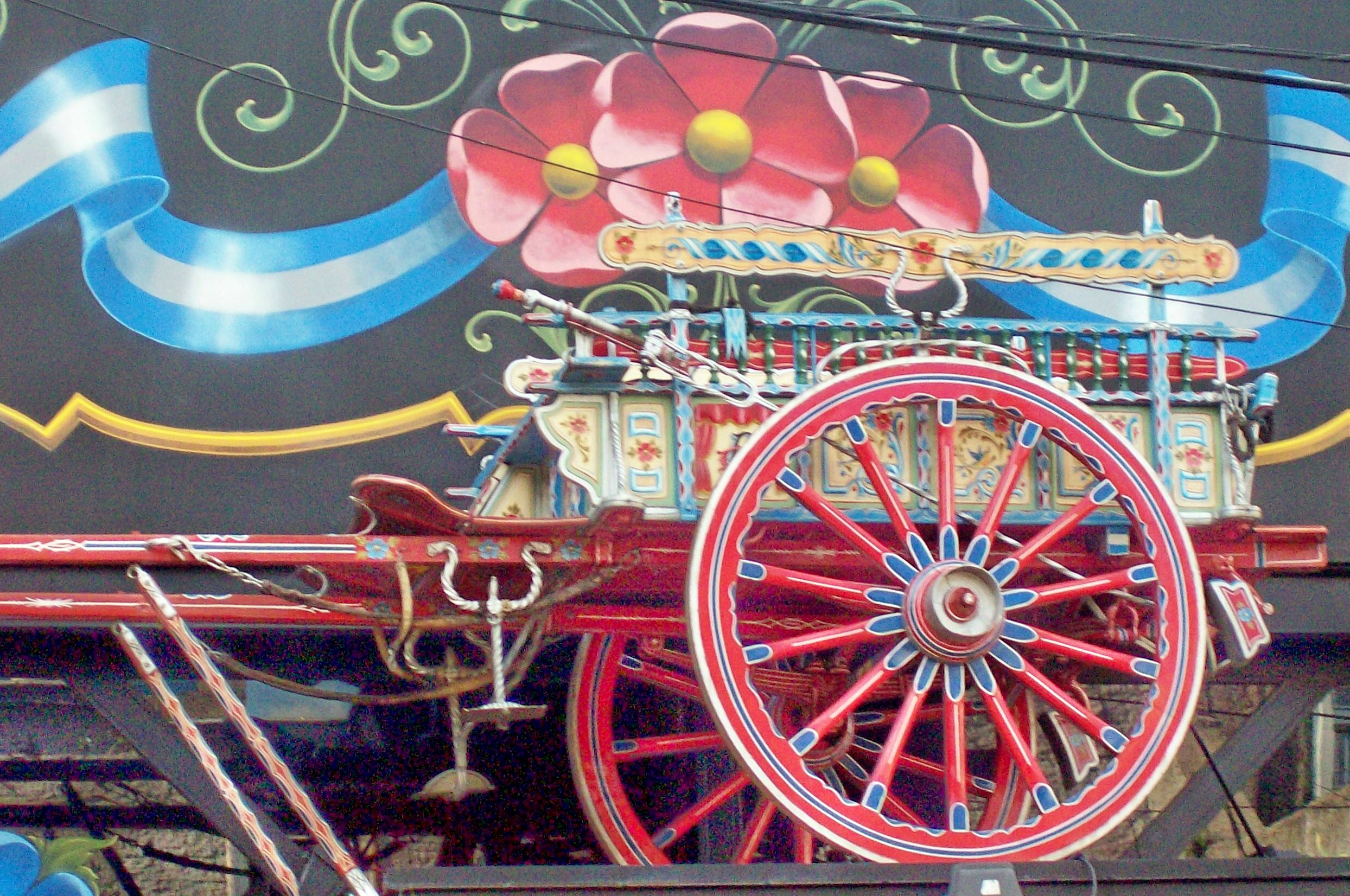